# Selos e história postal do Chade

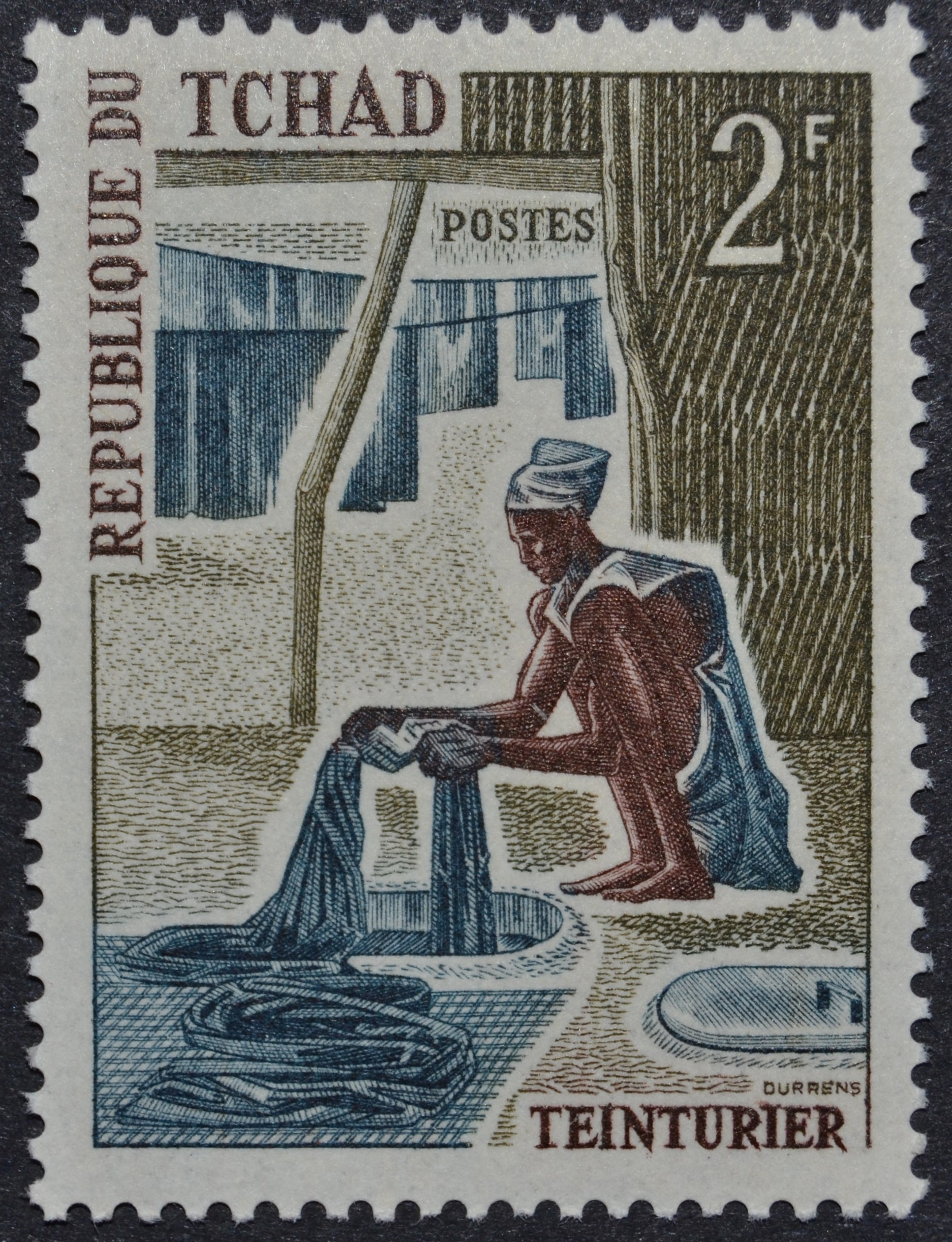
Selo de 2f de 1970, da série Profissões e Artesanato locais.

O Chade é um país interior da África central, cuja capital é N'Djamena. É rodeado a norte pela Líbia, a este pelo Sudão, a sul pela República Centro-Africana e Camarões e a oeste pela Nigéria e Níger. Foi até à data da sua independência, em 1958, uma colónia francesa. 

## História postal

### Ubangui-Chari-Tchad (1906-1920)

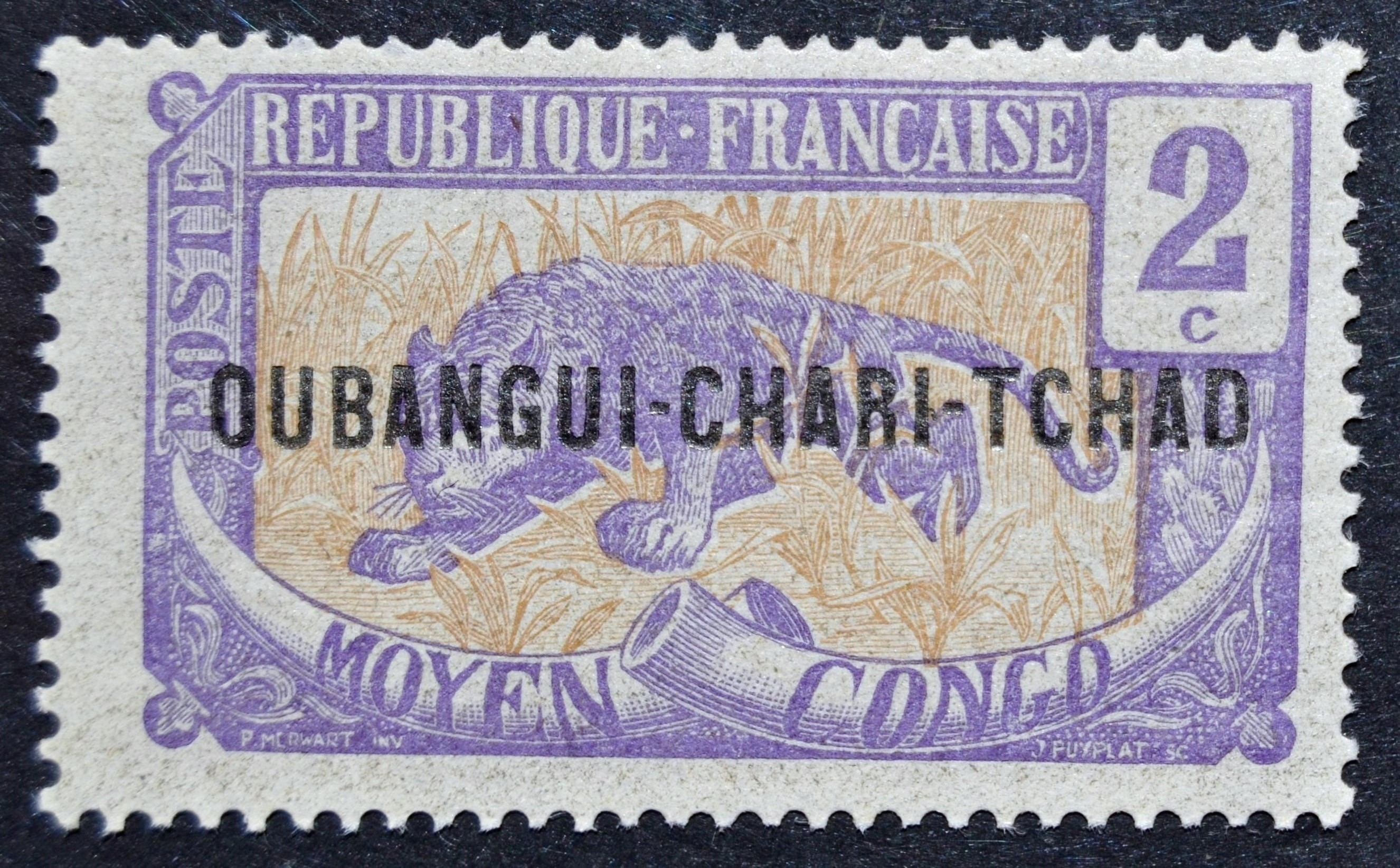
Selo de 2c de 1915

Os franceses ocuparam o Chade a partir de 1890 e criaram o Território Militar do Chade em 1900.
Em 1906 foi fundido com o território de Ubangui-Chari (atual República Centrafricana) e, quatro anos depois, foi uma das quatro colónias (juntamente com o Ubangui-Chari, o Gabão e o Médio Congo) que constituíram a federação da África Equatorial Francesa. Os primeiros selos emitidos para o território do Chade eram selos do Médio Congo com a sobrecarga "Oubangui-Chari-Tchad". Numa série constituída inicialmente por 17 valores, sete deles representavam o desenho de um leopardo (1c, 2c, 4c, 5c, 10c, 15c, 20c), outros sete representavam a figura de uma mulher nativa (25c, 30c, 35c, 40c, 45c, 50c, 75c) e três representavam coqueiros (1 fr, 2 fr e 5 fr).

### Período de autonomia postal (1920-1936)

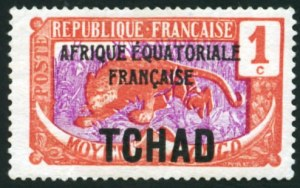
Selo de 1c de 1924, com as sobrecargas AEF e TCHAD.

Em 1922 passou a constar apenas a designação "TCHAD" sobre os selos do Médio Congo, após a sua separação do Ubangui-Chari, que havia acontecido em 1920.
Só em 1931 foi emitida a primeira série de selos feita propositadamente para o Chade e que era alusiva à Exposição Colonial Internacional de Paris.

### África equatorial francesa (1936-1958)
Entre 1936 e a data da sua independência , o Chade usou os selos comuns ao conjunto de colónias que constituíam a África Equatorial Francesa. 

### Período pós-independência (1959-presente)
À semelhança de várias outras ex-colónias francesas, o Chade obteve primeiro, em 1958, a sua autonomia no seio da Comunidade Francesa e, mais tarde, em 11 de agosto de 1960, a independência. Foi em 1959 que começou a emitir os seus próprios selos, utilizando até ao fim dos anos 60 selos criados pelos desenhadores e gravadores franceses do Bureau d'études des postes et télécommunications d'outre-mer (BEPTOM).